# Incitatus
Incitatus (o Incitato, según algunas traducciones) fue el caballo preferido de Calígula. Se trataba de un caballo de carreras de carros.